# Hayal Köseoğlu
Hayal Köseoğlu (* 20. Dezember 1992 in Istanbul) ist eine türkische Schauspielerin.

## Leben und Karriere
Köseoğlu wurde am 20. Dezember 1992 in Istanbul geboren. Sie studierte an der İstanbul Aydın Üniversitesi. Ihr Debüt gab sie 1998 in der Serie Ruhsar. Danach spielte sie 1999 in Mahallenin Muhtarları. Außerdem trat sie 2008 in Aşk-ı Memnu auf. 
Unter anderem bekam sie eine Rolle in Muhteşem Yüzyıl. Köseoğlu wurde 2016 für die Serie Arkadaşlar İyidir gecastet. 2022 war sie in  Cezailer zu sehen.

## Filmografie
Filme
- 2019: Sesinde Aşk Var
- 2019: Özgür Dünya
- 2020: When I’m Done Dying

Serien
- 1998: Ruhsar
- 1999: Mahallenin Muhtarları
- 2008–2010: Aşk-ı Memnu
- 2011: Muhteşem Yüzyıl
- 2016: Arkadaşlar İyidir
- 2017: Ufak Tefek Cinayetler
- 2017–2018: İstanbullu Gelin
- 2019–2021: Mucize Doktor
- 2021: Bonkis
- 2021–2022: Mahkum
- 2022: Cezailer